# 豪華似海花介
豪華似海花介（学名：Parabythocythere mirabilis）为深海花介科似海花介屬下的一个种。